# Dunlop (priimek)
Dunlop je priimek več oseb:
- Dermott Dunlop, britanski general
- James Dunlop, škotsko-avstralski astronom
- John Boyd Dunlop, škotski izumitelj
- John Kininmont Dunlop, britanski general